# Heinrich Matthaei

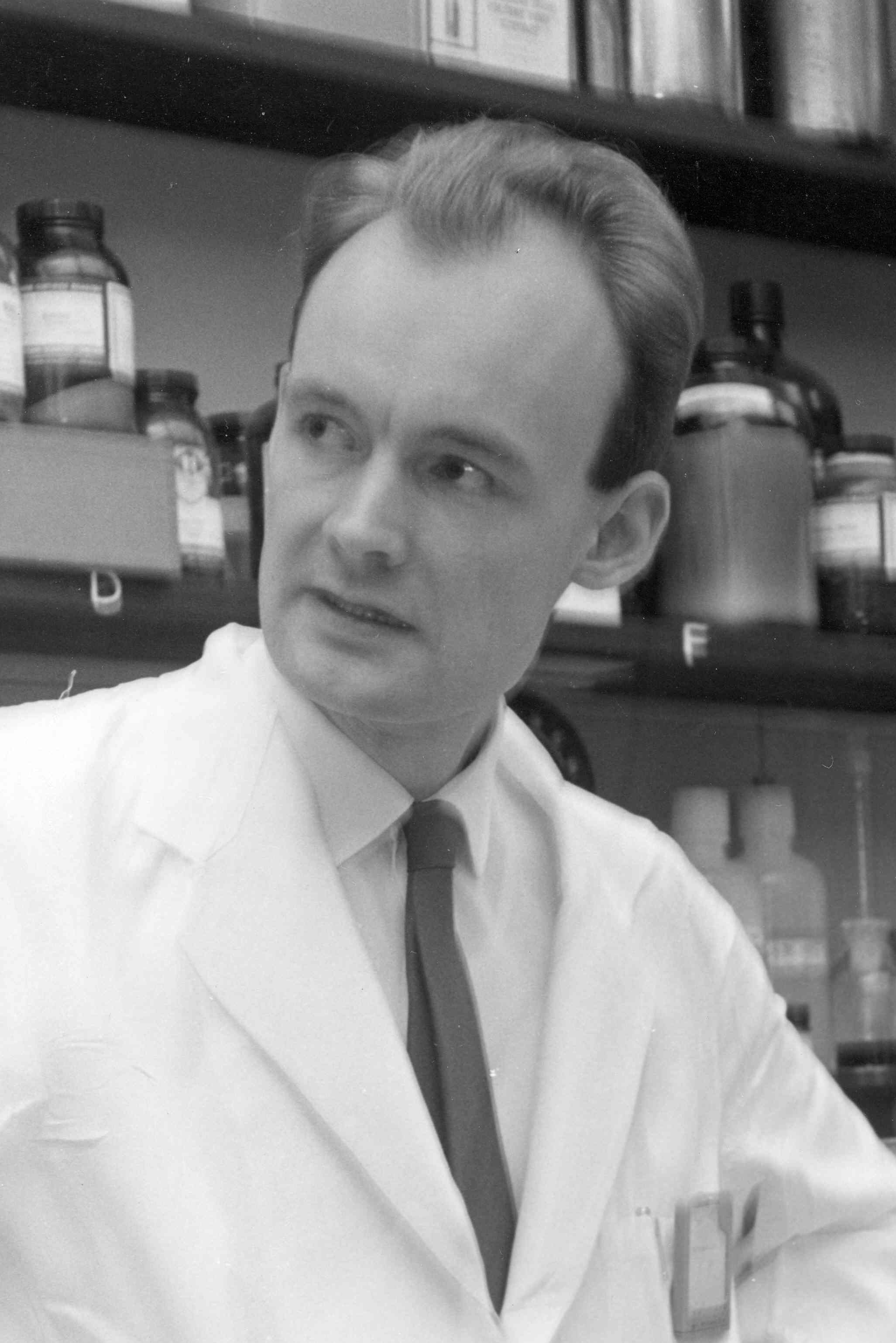
Heinrich Matthaei, 1962

Johannes Heinrich Matthaei (* 4. Mai 1929 in Bonn; † 7. Juli 2025 in Göttingen) war ein deutscher Biochemiker und Direktor der Abteilung Molekulare Genetik am Göttinger Max-Planck-Institut für experimentelle Medizin und Professor für Biochemie und Neurobiologie an der Universität Göttingen. Ihm und Marshall Nirenberg gelang 1961 der erste Durchbruch bei der Entzifferung des genetischen Codes, wofür Nirenberg den Nobelpreis erhielt.

## Leben

### Anfänge der Karriere
Matthaei, der Sohn von Rupprecht Matthaei und Enkel von Adelbert Matthaei, studierte an der Universität Bonn mit der Promotion 1956 bei Walter Schumacher am Botanischen Institut. Sein Forschungsgebiet war Pflanzenphysiologie, speziell der Zusammenhang von Streckenwachstum von Pflanzen und Proteinhaushalt. Nach der Promotion blieb er zunächst vier Jahre an der Universität Bonn. Er war jedoch im Gegensatz zur in Bonn am botanischen Institut betriebenen Forschung an Grundlagenfragen der Biologie interessiert und ging 1960 bis 1962 als Post-Doktorand (NATO Postdoral Research Fellow) an das National Institutes of Health (NIH) in Bethesda, Maryland. Seine bisherige Forschung befasste sich mit Pflanzenzellen, er hatte aber Aufsätze über zellfreie Proteinsynthese für eine deutsche Zeitschrift rezensiert und kannte sich somit mit den grundlegenden Fragestellungen aus.

### Poly-U-Experiment am NIH
Am NIH gelang ihm 1961 gemeinsam mit Marshall Warren Nirenberg die erste Identifizierung einer genetischen Codierungseinheit. Wie Nirenberg hatte er keinen direkten Kontakt zu den führenden Forschungsgruppen, sie eigneten sich die Techniken aus der Literatur an (besonders eine Arbeit von M. R. Lamborg und  P. C. Zamecnik und ein in Hinblick auf experimentelle Details sehr detaillierter und freigiebiger Report aus dem Labor von Alfred Tissières). Sie kannten auch die zu der Zeit bereits durchgeführten, aber noch nicht publizierten Arbeiten zur Boten-RNA nicht und hatten noch ziemlich ungenaue Vorstellungen über die RNA der Zelle, wussten aber, dass sie Ribosomen in ihrem zellfreien System brauchten, der sie template-RNA zuführen mussten, um zu sehen, welche Aminosäuren produziert wurden.
Die entscheidende Experimentalreihe in Nirenbergs Labor am NIH in Bethesda (Maryland), die zur Identifizierung des ersten Codes am frühen Morgen des 27. Mai 1961 führte, wurde ab dem 15. Mai 1961 von Matthaei nach Austausch mit Nirenberg konzipiert und durchgeführt. Nirenberg selbst war zu der Zeit, als Matthaei das Experiment durchführte, in Berkeley zu Besuch bei einem anderen Labor. Verschiedene glückliche Umstände verhinderten einen negativen Ausgang, der z. B. bei nur etwas geringerer Magnesium-Konzentration eingetreten wäre, und auch die Wahl von Poly-U für das Triplett erwies sich als günstig.
Die Triplett-Natur des genetischen Codes war von Francis Crick, Sydney Brenner und R. J. Watts-Tobin 1961 nachgewiesen worden. Die große Aufgabe war nun die genaue Aufklärung des Codes, die Zuordnung der Aminosäuren zu den Tripletts. Der Durchbruch dazu gelang Matthaei und Nirenberg, beide damals noch ziemlich unbekannte Wissenschaftler und Außenseiter auf dem Gebiet des genetischen Codes (wo Crick tonangebend war) – Matthaei war sogar nur Post-Doktorand im Labor von Nirenberg an den NIH. Matthaei konzipierte und führte in Bethesda die entscheidende Experimentalserie des Poly-U-Experiments durch, die am 27. Mai 1961 zur Entschlüsselung des Codons UUU für die Aminosäure Phenylalanin und damit zur Identifizierung des ersten Codeworts führte. Das Ergebnis wurde von Nirenberg auf der internationalen Konferenz für Biochemie in Moskau im August 1961 präsentiert, in Anwesenheit von Francis Crick. Darauf entspann sich ein intensiver Konkurrenzkampf verschiedener Labore – ein scharfer Konkurrent von Nirenberg und Matthaei war zum Beispiel Severo Ochoa an der New York University, dem viel Erfahrung und ein großes eigenes Labor zur Verfügung standen. In der Folge des Experiments gelang ihm gemeinsam (und später in Konkurrenz) mit Marshall Nirenberg und anderen konkurrierenden Gruppen die Aufklärung der wesentlichen Alphabet-Bestandteile. Der genetische Code war gebrochen. Das Experiment markierte das Ende eines weltweiten Rennens um das Begreifen des genetischen Codes. Die folgende komplette Entzifferung des Codes eröffnete den wichtigsten experimentellen Zugang zur molekularen Genetik. Matthaei und Nirenberg haben ihre Arbeiten mit streng alternierender Autorenschaft publiziert. Damit wird das gleiche Autorengewicht nach außen betont. Nach seiner entscheidenden Entdeckung publizierte Matthaei eine Vielzahl von Ergebnissen, die zum Verständnis der Funktion des genetischen Codes in der Gen-Expression, namentlich der Protein-Biosynthese beitragen.
Den Nobelpreis für die gemeinsamen Forschungen (und zahlreiche weitere bedeutende Preise) erhielt Nirenberg 1968, teilte sich den Nobelpreis aber mit zwei anderen Wissenschaftlern (Robert W. Holley, Har Gobind Khorana, ebenfalls mit sehr bedeutenden Beiträgen zu den Voraussetzungen und der Beschleunigung der Entzifferung des Codes), so dass die Maximalzahl von drei Preisträgern erreicht wurde. Matthaei war darüber nach eigenen Worten sehr enttäuscht. Noch bis zum großen Cold Spring Harbor Symposium von 1966 zum genetischen Code galten beide als gemeinsame Entdecker, und Matthaei arbeitete noch bis Frühjahr 1962 eng mit Nirenberg in dessen Labor zusammen. Maxine Singer stellte Enzyme zur Verfügung und Robert Martin, der dafür seine eigene Arbeit unterbrach, Nirenberg selbst (der in der Tagschicht die Ergebnisse analysierte) und Matthaei (der die Nachtschicht übernahm für die Proteinsynthese, da die Geigerzähler für die Analyse nachts weniger gebraucht wurden) arbeiteten den Rest des Jahres 1961 rund um die Uhr an der Entzifferung, um der starken Konkurrenz insbesondere von Ochoa gegenzusteuern. Bei den NIH scharten sich immer mehr Nachwuchswissenschaftler um Nirenberg (u. a. Philip Leder), Matthaei arbeitete aber lieber alleine nachts im Labor. Gleichzeitig wurde die Aufklärung des genetischen Codes zum großen Prestigeobjekt der NIH, und Nirenberg erhielt dort aus allen Bereichen Unterstützung. Im Frühjahr 1962 kehrte Matthaei mit Ablauf seines Visums nach Deutschland zurück, zunächst nach Tübingen, dann nach Göttingen, und arbeitete unabhängig mit einer eigenen Gruppe erfolgreich am genetischen Code. Bis zuletzt hatte Matthaei naiverweise erwartet, dass Nirenberg auf den Nobelpreis verzichten würde aufgrund der gemeinsamen Arbeit, ungeachtet der Tatsache, dass Nirenberg nunmehr auch für das Prestige des NIH stand, die die Forschung massiv unterstützt hatten. In seinem Nobelvortrag erwähnte er aber Matthaei nur am Rand (wenn er auch formal korrekt die Gemeinsamkeit der ersten Arbeiten darstellte). Matthaei charakterisierte ihre Zusammenarbeit dahingehend, dass er selbst der genaue, gewissenhafte Experimentator war, wohingegen Nirenberg ungenauer vorging (er konnte nach Matthaei nicht innerhalb fünf Prozent pipettieren) und dem Shotgun-Ansatz folgte: vieles ausprobieren und weiterverfolgen, was erfolgreich war. Ihr Verhältnis in der Zeit am NIH war freundschaftlich und von intensiven Diskussionen geprägt, in „Frotzeleien“ ließ Nirenberg aber schon durchblicken, dass er Matthaei nicht für einen wirklichen Biochemiker hielt, da er sich nach Nirenberg mit Enzymen wenig auskannte. In einer viel späteren Erinnerung stellte Nirenberg das Poly-U-Experiment so dar, dass er Matthaei anwies, in seiner Abwesenheit, 19 „kalte“ (nicht radioaktive) Aminosäuren und eine „heiße“ (radioaktive) zu präparieren und dann am Ende der Proteinsynthese die Radioaktivität mit Geigerzählern zu kontrollieren.

### Weitere Karriere nach der Rückkehr nach Deutschland
Matthaei war seit 1963 Leiter einer Arbeitsgruppe am Max-Planck-Institut für experimentelle Medizin in Göttingen und habilitierte sich 1966. 1973 wurde er hier zum Wissenschaftlichen Mitglied der Max-Planck-Gesellschaft ernannt und übernahm die Leitung der Abteilung Molekulare Genetik. Seine Habilitationsschrift von 1966 trägt den Titel Die biochemische Analyse des Genetischen Code. Zusätzlich war er ab 1973 außerplanmäßiger Professor an der Universität Göttingen. Zum ersten Januar 1983 wurde eine eigene Forschungsstelle Matthaei in der Max-Planck-Gesellschaft eingerichtet, die 1985 geschlossen wurde, weil Matthaei auf eigenen Wunsch ausschied. In den 1970er und 1980er Jahren befasste er sich mit Neurobiologie.
Heinrich Matthaei arbeitete noch 2012 regelmäßig als Emeritus der Max-Planck-Gesellschaft in Göttingen, allerdings isoliert in einem eigenen Labor.  Er befasste sich mit Fragen, die an die Naturphilosophie grenzen (laut Eintrag im Kürschner mit supramateriellen Kräften und Energien, Theorie des Bewusstseins und Verfahren zur Herstellung und Messung von informativen Lebensenergie-Einheiten, wofür er auch ein Patent (1999) hielt).
Er starb am 7. Juli 2025.

### Ehrungen
1965 erhielt er den Chemiepreis der Göttinger Akademie der Wissenschaften.

## Veröffentlichungen (Auswahl)
- J. H. Matthaei, M. W. Nirenberg: Characteristics and stabilization of DNAase-sensitive protein synthesis in E. coli extracts. In: Proc. Natl. Acad. Sci. U.S.A. Bd. 47, 1961, S. 1580–1588. PMID 14471391, PMC 223177 (freier Volltext).
- M. W. Nirenberg, J. H. Matthaei: The dependence of cell-free protein synthesis in E. coli upon naturally occurring or synthetic polyribonucleotides. In: Proc. Natl. Acad. Sci. U.S.A. Bd. 47, 1961, S. 1588–1602. PMID 14479932 (doi:10.1073/pnas.47.10.1588).
- mit anderen: An experimental analysis of the genetic code, in: R. A. Brink (Hrsg.), Heritage from Mendel, University of Wisconsin Press 1966 (Proc. Mendel Centennial Symposium der Genetics Society of America in Fort Collins, Colorado)
- mit G. Heller u. a.: Der Boten-Ribonucleinsäure-Code von Escherichia coli A 19, Die Naturwissenschaften, Band 52, 1965, Heft 24, S. 53[17]
- mit H. P. Voigt u. a.:  Specific Interactions of Ribosomes in Decoding, Cold Spring Harbor Symposium Quant. Biol., Band 31, 1966, S. 25–38